# Рись
Рись (Lynx) — рід хижих ссавців з родини котових (Felidae). Рід містить 4 сучасні види, поширені в Євразії та Північній Америці. Рисі характеризуються тим, що їхні вуха увінчані пучком чорного волосся, а тіла з коротким хвостом і довгими ногами. Рисі мають 28 зубів замість звичайних 30 зубів у інших членів родини котових (Felidae).

## Назва
Свою наукову назву lynx ця тварина отримала від дав.-гр. λύγξ ‎(lúnx) — «рись».
Українське рись походить від прасл. *rysь, що зводиться до давнішого *lysь, яке має індоєвропейські корені *leuk'-, *louk'- — «сяяти, блищати»; заміна *lysь на rysь могла зумовлюватись впливом *rysъ — «рудий, строкатий» (за рудим кольором шерсті).

## Склад роду
| Фото | Наукова назва   | Фізичні характеристики                                                                                     | Українська назва, поширення, примітки |
|      | Lynx canadensis | Довжина голови й тіла: 80–100 см, довжина хвоста: 5,1–13,8 см, вага: 5,1–17,2 кг                           | Рись канадська, як правило, населяє північні лісові райони Північної Америки. |
|      | Lynx lynx       | Довжина голови й тіла: 80–130 см, довжина хвоста: 11–24,5 см, вага: 8–38 кг                                | Рись євразійська населяє північну частину Євразії, а також лісисті гірські райони Південно-Східної й Центральної Європи і Центральної Азії. |
|      | Lynx pardinus   | Довжина голови й тіла: 85–110 см, довжина хвоста: 12,5–13 см, середня вага самців 12,9 кг, самиць — 9,4 кг | Рись іспанська проживає на південному заході Іспанії (велика частина — в Національному парку Кото Доньяна). Один з найрідкісніших видів ссавців. Внесена до Додатка I CITES (Конвенції про міжнародну торгівлю видами дикої фауни і флори, що перебувають під загрозою зникнення), а також у списки Всесвітнього союзу охорони природи (IUCN), в категорію 1 (тварини, що піддаються загрозі зникнення). |
|      | Lynx rufus      | Довжина голови й тіла: 65–105 см, довжина хвоста: 11–19 см, вага: 6–13 кг                                  | Рись руда живе в Південній Канаді, на всій території Сполучених Штатів і більшій частині Мексики. |

## Філогенетика
Хоча викопні члени роду рись добре задокументовані протягом плейстоцену в Європі, Азії та Північній Америці, чи взяла група свій початок в Північній Америці чи в Старому Світі залишається предметом дискусій. Перша рись Lynx issiodorensis зовні нагадувала види роду Felis і не нагадувала пантер (Panthera). Рід Lynx бере свій початок із середнього пліоцену, 3–4 млн років тому в Європі й північній Азії. Рисеподібний вид Felis rexroadensis знайдений у пізньому міоцені Флориди іноді ідентифікували як Lynx rexroadensis, однак нині розглядають як синонім до †Puma lacustris. Lynx issiodorensis, як правило, вважається предком рудої, канадської, іспанської та євразійської рисей. Більшість кісток кінцівок L. issiodorensis були кремезнішими, ніж у сучасних видів, а в деяких випадках вони були порівнянні з показниками пуми. Хоча у L. issiodorensis були рисеподібні зуби, у виду була велика голова, довга шия і ноги коротші, ніж у сучасних рисей, що більш характерно для Felis. Точка зору подібності Lynx і Felis підтверджується аналізом вокалізації рисей. Однак генетичний аналіз показав, що Lynx тісніше пов'язаний Panthera. Хоча географічні межі поширення L. lynx і L. pardinus перекриваються, морфологічно ці два види відрізняються в багатьох відносинах. Молекулярний аналіз підтвердив, що іберійської рисі генетично відрізняються від інших видів.
Перший член родини котячих датований у 11 мільйонів років. Спільний предок родів Leopardus, Lynx, Puma і деяких видів Felis перетнув Берингію і колонізував Північну Америку близько 8–8,5 мільйонів років тому. 7,2 мільйона років, лінія рись відділилася від Puma. Останній спільний предок всіх рисей датується там 3,2 мільйона років в пліоцені. 2,5–2,4 мільйона років тому L. issiodorensis ще жили в Техасі й потім перетворилися на сучасних L. rufus. Види L. lynx і L. pardinus можливо породив їх спільний предок Lynx spelaea чи L. pardinus spelaeus (який своєю чергою є нащадком L. issiodorensis), який має проміжні характеристики. L. canadensis може походити від L. issiodorensis, який провів нову колонізацію Північної й Південної Америки з Азії; за іншою гіпотезою L. canadensis є нащадком L. lynx.
|  | Lynx canadensis — Рись канадська                                                             |
|  |                                                                                              |
|  | \| \| Lynx lynx — Рись звичайна \| \| \| \| \| \| Lynx pardinus — Рись іспанська \| \| \| \| |
|  |                                                                                              |
|  | Lynx lynx — Рись звичайна                                                                    |
|  |                                                                                              |
|  | Lynx pardinus — Рись іспанська                                                               |
|  |                                                                                              |

|  | Lynx lynx — Рись звичайна      |
|  |                                |
|  | Lynx pardinus — Рись іспанська |
|  |                                |

|  | Lynx canadensis — Рись канадська                                                             |
|  |                                                                                              |
|  | \| \| Lynx lynx — Рись звичайна \| \| \| \| \| \| Lynx pardinus — Рись іспанська \| \| \| \| |
|  |                                                                                              |
|  | Lynx lynx — Рись звичайна                                                                    |
|  |                                                                                              |
|  | Lynx pardinus — Рись іспанська                                                               |
|  |                                                                                              |

|  | Lynx lynx — Рись звичайна      |
|  |                                |
|  | Lynx pardinus — Рись іспанська |
|  |                                |

|  | Lynx canadensis — Рись канадська                                                             |
|  |                                                                                              |
|  | \| \| Lynx lynx — Рись звичайна \| \| \| \| \| \| Lynx pardinus — Рись іспанська \| \| \| \| |
|  |                                                                                              |
|  | Lynx lynx — Рись звичайна                                                                    |
|  |                                                                                              |
|  | Lynx pardinus — Рись іспанська                                                               |
|  |                                                                                              |

|  | Lynx lynx — Рись звичайна      |
|  |                                |
|  | Lynx pardinus — Рись іспанська |
|  |                                |

|  | Lynx canadensis — Рись канадська                                                             |
|  |                                                                                              |
|  | \| \| Lynx lynx — Рись звичайна \| \| \| \| \| \| Lynx pardinus — Рись іспанська \| \| \| \| |
|  |                                                                                              |
|  | Lynx lynx — Рись звичайна                                                                    |
|  |                                                                                              |
|  | Lynx pardinus — Рись іспанська                                                               |
|  |                                                                                              |

|  | Lynx lynx — Рись звичайна      |
|  |                                |
|  | Lynx pardinus — Рись іспанська |
|  |                                |

|  | Lynx lynx — Рись звичайна                                                                           |
|  | |
|  | \| \| Lynx canadensis — Рись канадська \| \| \| \| \| \| Lynx pardinus — Рись іспанська \| \| \| \| |
|  | |
|  | Lynx canadensis — Рись канадська                                                                    |
|  | |
|  | Lynx pardinus — Рись іспанська                                                                      |
|  | |

|  | Lynx canadensis — Рись канадська |
|  |                                  |
|  | Lynx pardinus — Рись іспанська   |
|  |                                  |

|  | Lynx lynx — Рись звичайна                                                                           |
|  | |
|  | \| \| Lynx canadensis — Рись канадська \| \| \| \| \| \| Lynx pardinus — Рись іспанська \| \| \| \| |
|  | |
|  | Lynx canadensis — Рись канадська                                                                    |
|  | |
|  | Lynx pardinus — Рись іспанська                                                                      |
|  | |

|  | Lynx canadensis — Рись канадська |
|  |                                  |
|  | Lynx pardinus — Рись іспанська   |
|  |                                  |

|  | Lynx lynx — Рись звичайна                                                                           |
|  | |
|  | \| \| Lynx canadensis — Рись канадська \| \| \| \| \| \| Lynx pardinus — Рись іспанська \| \| \| \| |
|  | |
|  | Lynx canadensis — Рись канадська                                                                    |
|  | |
|  | Lynx pardinus — Рись іспанська                                                                      |
|  | |

|  | Lynx canadensis — Рись канадська |
|  |                                  |
|  | Lynx pardinus — Рись іспанська   |
|  |                                  |

|  | Lynx lynx — Рись звичайна                                                                           |
|  | |
|  | \| \| Lynx canadensis — Рись канадська \| \| \| \| \| \| Lynx pardinus — Рись іспанська \| \| \| \| |
|  | |
|  | Lynx canadensis — Рись канадська                                                                    |
|  | |
|  | Lynx pardinus — Рись іспанська                                                                      |
|  | |

|  | Lynx canadensis — Рись канадська |
|  |                                  |
|  | Lynx pardinus — Рись іспанська   |
|  |                                  |

## Характеристика
Рись — типова кішка, хоча величиною з великого пса, якого частково нагадує своїм зменшеним тілом та довгими ногами. У рисі дуже характерна голова: порівняно невелика, округла і дуже виразна. Від інших котячих рисі відрізняються коротким хвостом, китичками на кінцях вух і довгими вібрисами. Маса тіла рисі від 5 до 30 кг. Забарвлення від середньо-коричневого до золотистого і бежево-білого, іноді з темно-коричневих плямами, особливо на кінцівках. Всі види рисей мають біле хутро на грудях, череві й на внутрішніх сторонах ніг. Забарвлення, довжина шерсті й розмір лап можуть варіюватися в залежності від клімату в їх місці проживання. Каракала (Caracal caracal) іноді називають степовою риссю з причини наявності у цеї тварини китичок на вухах, які характерні роду Lynx.

## У культурі
У скандинавській міфології рись була священною твариною богині Фреї. Вважалося, що рисі впряжені в її колісницю. Стародавні греки вірили, що гострий погляд рисі здатний пронизувати наскрізь непрозорі предмети. Рись вважається національною твариною в Північній Македонії і зображена на зворотному боці монети в 5 динар. Рись також є національною твариною Румунії та Словенії.
Арись-поле — один із найдавніших образів слов'янської міфології.

### Кінематограф
- «Стежкою безкорисливої любові», «Рись виходить на стежку», «Рись повертається», «Рись йде по сліду» — дитячі художні фільми тетралогії режисера Агасі Бабаяна (СРСР: 1982, 1986; Росія: 1994).